# Forbrænding
Denne side handler om en kemisk proces, ved tilførsel af oxygen. For forbrænding på huden, se brandsår.
Forbrænding er en exoterm kemisk reaktion, hvor et stof reagerer med en oxidant, typisk med ilt (Oxygen), under varmeudvikling og omdannelsen af stoffet til et andet stof.
En speciel form for forbrænding sker i en brændselscelle, som i praksis omsætter 20-70 % af den kemiske energi til elektricitet.

## Eksempler
To eksempler:
CH4 + 2O2 → CO2 + 2H2O + energi
CH2S + 6F2 → CF4 + 2HF + SF6

### Butan
Forbrænding af en gas kan vises ved den energi, der fremkommer, når bindinger i gassen bliver brudt.
Dette er forbrændingen af Butan (Gas), hvor gassen går sammen med oxygenet i luften og danner kuldioxid og vand:
2C4H10 + 13O2 → 8CO2 + 10H2O + energi
```
      H   H   H   H
      |   |   |   |
  H – C – C – C – C – H
      |   |   |   |
      H   H   H   H
```

Formelmasse (Molekylemasse): 12,01 u ∙ 4 + 1,008 u∙ 10 = 58,12 u. 
1 g = (6,02 ∙ 10^23)u eller 1 u = (1,66 ∙ 10^ -24) g

### Beregning af energifrigivelsen
- C-C bindinger udgiver 348 kJ/mol
- C-H bindinger udgiver 412 kJ/mol
- O=O bindinger udgiver 496 kJ/mol
- O-H bindinger udgiver 463 kJ/mol
- O=C bindinger udgiver 805 kJ/mol

- O=C=O bindingerne i CO2 er anderledes, så her skal der ganges med 2 pga. de to bindinger på 805 kJ/mol. Altså 2 ∙ 805 kJ/mol.
- Det samme gælder i H2O, som ser sådan ud: H-O-H. Altså 2 ∙ 463 kJ/mol.

Energi før reaktionen:
C4H10 har 3 C-C bindinger og 10 C-H bindinger. 
- 2C4H10 = (2 • 3 • 348 kJ) + (2 • 10 • 412 kJ) = 2.088 kJ + 8.240 kJ = 10.328 kJ

O2 har 1 O=O binding.
- 13O2 = 13 • 496 kJ = 6.448 kJ

I alt 10.328 kJ + 6.448 kJ = 16.776 kJ
Energi efter reaktionen:
CO2 har 2 O=C bindinger.
- 8CO2 = 8 • 2 • 805 kJ = 12.880 kJ

H2O har 2 O-H bindinger.
- 10H2O = 10 • 2 • 463 kJ = 9.260 kJ

I alt 12.880 kJ + 9.260 kJ = 22.190 kJ
Energifrigivelse under reaktionen:
- 16.776 kJ – 22.190 kJ = -5.414 kJ

5.414 kJ /(2 mol • 58,12 g/mol) = 46,6 kJ/g (så meget energi udvindes der ved forbrænding af 1 gram butan).
Bemærk, at butans molære vægt er 58,12 g/mol, og her anvendes 2 mol C4H10 i beregningerne jf. afstemningen af reaktionsligningen.